# Próba Schiffa
Próba Schiffa – reakcja chemiczna stosowana do jakościowego wykrywania aldehydów oraz cukrów redukujących. W próbie stosuje się odczynnik Schiffa, czyli wodny roztwór fuksyny nasycony dwutlenkiem siarki (SO
2), który przy pozytywnym wyniku próby zmienia barwę z bezbarwnej lub bladożółtej na czerwonofioletową. Nazwa próby pochodzi od jej odkrywcy, Hugo Schiffa, który opublikował informacje o reakcji w 1866 roku.

## Mechanizm
W dawniejszych publikacjach mechanizm próby tłumaczono wstępnym wytworzeniem bezbarwnego związku trisulfonowego, zawierającego sulfonowany centralny atom trytylowy (o hybrydyzacji sp3) oraz dwie grupy sulfonamidowe, Ar−NH−SO
2H. Do grup tych przyłączać się miały dwie cząsteczki aldehydu tworząc układ Ar−NH−SO
2CHROH, z jednoczesnym oderwaniem reszty sulfonowej od atomu centralnego i odtworzeniem barwnego związku z układem sprzężonych wiązań wielokrotnych:
Późniejsze badania wskazały, że wstępnemu sulfonowaniu ulega jedynie centralny atom węgla (odbarwienie fuksyny). Po dodaniu aldehydu reaguje z nim jedna lub dwie grupy aminowe dając iminy (Ar−N=CHR), które następnie są stabilizowane przez addycję H
2SO
3 z wytworzeniem układu Ar−NH−CHRSO
3H. Związek ten w końcowym etapie oddysocjowuje grupę sulfonową z atomu centralnego z wytworzeniem barwnego kationu trytyliowego: